# Balder (Liseberg)
Pour les articles homonymes, voir Baldr et Balder (Marvel Comics).
Balder sont des montagnes russes en bois du parc Liseberg, situé à Göteborg, en Suède. À leur ouverture, elles avaient le record du monde des montagnes russes en bois avec la chute la plus raide, avec première descente inclinée à 70 degrés. Ce sont des montagnes russes en bois préfabriquées construites par la société suisse Intamin. En 2003 et en 2005, elles ont été élues meilleures montagnes russes en bois du monde par le Mitch Hawker's Internet Poll,.

## Construction
Balder est construit très différemment des montagnes russes en bois traditionnelles : il s'agit d'une attraction préfabriquée. Les rails ont été découpés à l'usine au laser puis amenés dans le parc, où on les a posés sur la structure de bois en les imbriquant comme des pièces de lego avec un système de fixation plus solide que le vissage à la main. Cette technique permet d'obtenir un découpage très précis, et un parcours beaucoup plus fluide que si les portions de rails avaient été montées au fur et à mesure de la construction de l'attraction, en même temps que l'édification de la structure. La construction des montagnes russes en bois est grandement accélérée par ce système appelé "Plug and Play", et son coût est réduit en raison d'un temps restreint de chantier sur le site du parc d'attractions.
Trois autres montagnes russes d'Intamin utilisent le système "Plug and Play": Colossos à Heide Park, en Allemagne, El Toro à Six Flags Great Adventure, aux États-Unis et T Express à Everland, en Corée du Sud.

## Description
Pendant le parcours, les passagers ressentent 10 fois des forces g négatives et passent à travers deux tunnels. Le nom de l'attraction vient du dieu de la mythologie nordique Baldr.

## Trains
Balder a deux trains de cinq wagons. Les passagers sont placés à deux sur trois rangs pour un total de trente passagers par train.

## Classements
| Rang | 15 | 21 | 21 | 13 |

| Rang | 1 | 7 | 1 | 2 | 5 | 6 | 7 | 7 | 8 |